# Självporträtt (Zorn)

Konstnären och hans hustru (1890). Cleveland Museum of Art.

Självporträtt av Anders Zorn (1860–1920) kan avse ett flertal konstverk i olika tekniker som utfördes såväl i konstnärens ungdom som ålderdom. Zorns självporträtt är idag utställda på bland annat Nationalmuseum i Stockholm, Zornmuseet i Mora, Malmö konstmuseum och Uffizierna i Florens.
Som ung målade Zorn nästan uteslutande småskaliga akvareller, till exempel Självporträtt med fez 1882. I slutet av 1880-talet övergick han till att måla i olja; ett tidigt exempel är det självporträtt från 1889 som beställdes av Uffizierna i Florens. Samtidigt växte dukarna i storlek. Självporträtt med modell från 1896 målades i hans ateljé i Paris då han stod på höjden av sin konstnärliga kreativitet. Senare samma år flyttade han tillbaka till Mora. Han hade alltid haft ett stort engagemang för sin hembygd och gjorde flera insatser för folkkulturens bevarande. I självporträttet från 1907 är han iklädd Moradräkt. År 1914 – när Zorn var 55 år gammal – målade han två realistiska framställningar där han skoningslöst skildrar sig själv som överviktig och tidigt åldrande. I den ena är han iklädd röd kostym, den andra vargskinnspäls. Fem år senare, 1920, var han död.      
Zorn var också en skicklig etsare, en teknik han hade lärt sig i London 1883 av den svenske konstnären Axel Herman Hägg. Det finns flera etsade självporträtt, bland annat Konstnären och hans hustru från 1890, som var en av höjdpunkterna i Zorns grafikkarriär. I bakgrunden är hustrun Emma Zorn avbildad.

## Zorns självporträtt (urval)
| Bild | Titel                                        | År   | Storlek (cm) | Typ         | Museum                    | Anmärkning |
| ---- | -------------------------------------------- | ---- | ------------ | ----------- | ------------------------- | --- |
|      | Självporträtt eller Självporträtt med fez    | 1882 | 24 x 16      | akvarell    | Nationalmuseum, Stockholm | Det här självporträttet kom till i Gibraltar under Zorns första resa till Spanien. Det är signerat "I brist på annat - Gibraltar d 8 mars -82 L. Zorn". Vid tidpunkten använde han sitt andra förnamn Leonard som tilltalsnamn. Han besökte även Tanger på den afrikanska sidan av Gibraltar sund, möjligen var det där han köpte den röda fezen. Han skickade porträttet till sin fästmö Emma Lamm. |
|      | Självporträtt (Autoritratto)                 | 1889 | 74,5 x 62,5  | olja på duk | Uffizierna, Florens       | När Uffizierna beställde ett självporträtt av Zorn målade han sig själv arbetade på en lerskulptur som föreställde hustrun Emma Zorn. |
|      | Självporträtt eller Självporträtt med modell | 1896 | 118 x 91     | olja på duk | Nationalmuseum, Stockholm | Paret Zorn bodde 1890–1895 i en stor bostad kombinerad med ateljé på Boulevard de Clichy i Paris. Detta självporträtt målades i ateljén. Senare samma år flyttade Zorn hem till Mora. Ett skarpt sidoljus belyser den vita målarrocken som döljer hans majestätiska kroppshydda. I handen håller han en cigarett, en rekvisita som är återkommande i Zorns självporträtt. Den enda färgklicken är paletten; i övrigt råder ett halvdunkel i ateljén och former och detaljer är svåra att se. I bakgrunden sitter en modell, en italiensk flicka insvept i sitt långa rödbruna hår. Tavla visades på Stockholmsutställningen 1897. Samma år förvärvades den av Nationalmuseum. |
|      | Självporträtt                                | 1907 | 118 x 88     | olja på duk | Malmö konstmuseum         | I detta självporträtt från 1907 har han avbildat sig själv i Moradräkten, folkdräkt från hans hembygd i Dalarna. Den gula vadmalsrocken och den gröna västen kontrasterar mot väggen som utgörs av mörka liggande timmerstockar. Målningen ställdes ut på Baltiska utställningen i Malmö 1914 där den inköptes av Malmö konstmuseum. |
|      | Självporträtt i vargskinnspäls               | 1915 | 90 x 58,5    | olja på duk | Zornmuseet, Mora          | Den 55-årige Zorn är här avbildad i vargskinnspäls som ger honom ett majestätisk intryck och framhäver hans sociala status som Siljansbygdens hövding och Sveriges nationalmålare. I sin hand håller han den ofta återkommande cigaretten. Samtidigt är detta ett realistiskt porträtt där konstnären ser sitt förfall i spegeln och presenterar det för betraktaren med en enastående uppriktighet och djärvhet. Hans enorma kroppshydda och sjukligt hängande ögonpåsar framhåller honom som trött och gammal. Hans omåttliga supande och rökande hade gjort honom sjuk. |
|      | Självporträtt i rött                         | 1915 | 122 x 91     | olja på duk | Zornmuseet, Mora          | Zorn målade det här självporträttet på nyåret 1915. Man har framhållit det som ett av hans mest realistiska framställningar genom att han skoningslöst skildrar sitt tidiga åldrande och effekterna av sitt hårda leverne. Zorn arbetade om porträttet flera gånger innan han blev nöjd. Först hade han placerat sig i stora rummet på Zorngården, men bestämde sig slutligen för att låta platsen var hans ateljé som var en stuga som han forslat från Fåsås till Mora. |